# La vera storia del gatto con gli stivali
La vera storia del gatto con gli stivali (La Véritable Histoire du chat botté) è un film d'animazione del 2009 diretto da Jérôme Deschamps, Pascal Hérold e Macha Makeleff, ispirato alla fiaba Il gatto con gli stivali di Charles Perrault.

## Trama
Pierre perde suo padre e gli viene dato in eredità un gatto mentre i suoi fratelli Gastone e Momo il mulino a vento. Il gatto si rileva furbo e intelligente e Pierre confeziona un paio di stivali col  cuoio rosso del padre. Il gatto si sdebita promettendo di aiutarlo a conquistare la principessa di cui è invaghito. Pierre abbandona il mulino e si dirige verso una locanda con il gatto dove inaspettatamente incontrano la principessa che canta in segreto insieme alle sue guardie del corpo. Gatto incontra Doc Marcel, un suo compagno scimpanzé che lo accompagna nella casa dell'orco dove su richiesta dello stesso orco suona un grande organo per addormentarlo. Il mattino dopo il gatto escogita un piano: andare al castello sotto il nome barone Des Gouttierés e porgere in dono due fagiani e tre pernici per la regina da parte di un certo marchese di Carabàs. Il gatto poi garantisce anche che il marchese troverà la scarpetta da ballo persa dalla principessa che aveva preso il mattino prima.
Pierre e il gatto scoprono che il ciambellano è alleato dell'orco e fabbrica dei bon-bon magici per tramutare i giovani in animali e il giorno dopo quest'ultimo dice a Pierre di buttarsi in acqua e di dire alla regina di essere stato derubato dei vestiti. La regina commossa regala dei nuovi vestiti e lo invita a cenare con lei e il re, mentre il gatto si dirige verso il castello dell'orco per convincere Marcel a suonare al ballo al castello del re. Il giorno del ballo la principessa scopre chi è Pierre e il gatto è costretto a mostrare il presunto castello del marchese alla regina per rimettere le cose a posto. La mattina seguente il gatto convince i contadini a dire che le terre che stanno coltivando sono del marchese di Carabàs e grazie a un tranello riesce a tramutare l'orco in anatra per lasciar entrare Pierre e la regina nel castello e porgere un bon-bon al ciambellano. Il film si conclude con il matrimonio di Pierre e la principessa mentre al gatto gli viene offerto di diventare ciambellano ma lui rifiuta l'incarico.

## Colonna sonora

### Tracce
1. Per Elisa - Ludwig Van Beethoven
2. Il flauto magico - Mozart
3. My Yiddishe Momme
4. La traviata - Giuseppe Verdi
5. Carmen - Georges Bizet
6. Don Giovanni - Mozart
7. La Valchiria - Richard Wagner
8. Rinaldo - Händel
9. Sul bel Danubio blu - Johann Strauss
10. Lovelinesse - Moriarty
11. La mascotte - Edmond Audran
12. Nabucco - Giuseppe Verdi
13. Greensleeves - Enrico VII Tudor
14. Ave Maria - Charles Gounod
15. I Feel Pretty - Leonard Bernstein, Stephen Sondheim
16. Just a Gigolo - Leonello Casucci, Jean-Frédéric Neuburger, Julius Brammer, André Mauprey

## Home video

### DVD
- Lingue in Dolby Digital 2.0 e 5.1 in italiano (2.0 e 5.1) e francese (2.0);
- Sottotitoli in italiano (5.1) e francese (2.0);
- Contenuti speciali:
  - Trailer cinematografico.

## Differenze con la fiaba
- Nella fiaba originale di Perrault i due fratelli maggiori ricevono rispettivamente un asino e il mulino invece nel film i due ricevono entrambi il mulino.